# L'amante (film 1970)
L'amante (Les Choses de la vie) è un film del 1970 diretto da Claude Sautet, basato sul romanzo Les choses de la vie di Paul Guimard. Selezionato per il concorso del 23º Festival di Cannes, fu squalificato in quanto già distribuito nelle sale.

## Trama
Pierre Berard è un professionista affermato e da tempo convive a Parigi con una giovane e bellissima amante, Hélène. Un viaggio di affari a Tunisi può essere l'opportunità per consolidare il loro rapporto, ma quando Pierre va a trovare suo figlio ventenne, non riesce a negargli la promessa di una vacanza insieme, rimandando nuovamente il viaggio in Africa. Anche il legame con la moglie Catherine è ancora forte, ma al contempo non se la sente di rompere con quella ragazza che gli ha cambiato la vita. Hélène però è insofferente e non sopporta più questa situazione irrisolta.
Dopo una fredda serata, ospiti dei genitori di lei, i due litigano e Pierre, che aveva un impegno a Rennes la mattina dopo, non dorme a casa. Inquieto e nervoso, decide di partire subito, viaggiando tutta la notte. Scrive una lettera d'addio ad Hélène, ma quando sta per spedirla ci ripensa. Riprende l'auto e in un terribile incidente perde la vita, non prima di aver avuto la possibilità di ripercorrere col pensiero tutte le emozioni vissute e quelle perdute. Nell'inutile corsa all'ospedale, Catherine, la moglie di Pierre, arriva prima. Trova la lettera d'addio indirizzata alla sua amante, la legge e la distrugge prima che la ragazza, scossa quanto e più di lei, la possa leggere.

## Remake
Nel 1994 Mark Rydell dirige Richard Gere, Sharon Stone e Lolita Davidovich in un rifacimento in chiave americana dal titolo Trappola d'amore, film che si è rivelato molto inferiore alla attese, stroncato sia dai critici che al botteghino.

## Riconoscimenti
- Premio Louis-Delluc 1969

## Curiosità
L'auto del protagonista è una Alfa Romeo Giulietta Sprint color argento del 1959.